# Thaumastoderma antarctica
Thaumastoderma antarctica is een buikharige uit de familie van de Thaumastodermatidae. De wetenschappelijke naam van de soort werd voor het eerst geldig gepubliceerd in 2010 door Kieneke.